# Abdoulaye Diakité
Abdoulaye Diakité (13 gennaio 1977) è un ex calciatore maliano, di ruolo portiere.

## Carriera

### Nazionale
Ha debuttato in Nazionale il 23 aprile 2000, in Mali-Libia (3-1). Ha partecipato, con la Nazionale, alla Coppa d'Africa 2002. Ha collezionato in totale, con la maglia della Nazionale, 5 presenze e 8 reti subite.

## Palmarès

### Club

#### Competizioni nazionali
- Campionato maliano di calcio: 3

Djoliba: 2004, 2007-2008, 2008-2009
- Coppa del Mali: 5

Djoliba: 2002-2003, 2004, 2007, 2007-2008, 2008-2009